# Philippe-Antoine Grouvelle
Philippe-Antoine Grouvelle (27. februar 1758 – 30. september 1806) var en fransk forfatter, journalist og fransk udsending til Danmark i perioden maj 1793 – 1799.

## Uddannelse og karriere i Frankrig
Han var søn af en guldsmed, blev sat i lære hos en notar og opnåede efterhånden at blive Louis Joseph Bourbons sekretær. Han formåede også at gøre sig kendt ved det franske hof, bl.a. som forfatter af en opera. Den 20. juni 1788 debuterede han som forfatter til teaterstykket l’Épreuve délicate der blev opført på Theâtre français, men det gik kun en enkelt gang og blev aldrig trykt.
Da den Franske Revolution brød ud, havde Grouvelle taget dens ideer til sig, og han var en af de første ikke-deputerede medlemmer af Jakobinerklubben,, ligesom han var en af grundlæggerne af den revolutionære "Club de 1789" ("Klubben af 1789"). Han skrev flere politiske pamfletter og blev hurtig kendt som en af adelens mest ihærdige og vedholdende fjender. Da fyrsten emigrerede 17. juli 1789, måtte han finde en ny karriere og begyndte i stedet sammen med Sébastien-Roch Nicolas de Chamfort, Joseph-Antoine Cerutti og Jean-Paul Rabaut de Saint-Étienne at udgive bladet La Feuille villageoise ("Landsbybladet"), som opnåede at blive det mest solgte blad i revolutionens tidligste år med et oplag på 15.000 på sit højeste i 1791. Han blev efter redaktøren Ceruttis død 3. februar 1792 selv kortvarig chefredaktør for avisen indtil sin udnævnelse som udsending til Danmark i 1793.
I august 1792 blev han sekretær ved det provisoriske eksekutivråd oprettet af den revolutionære regering, efter at Ludvig 16. af Frankrig var blevet suspenderet. Som følge af denne stilling var det ham, der overleverede budskabet til kongen om, at denne var blevet dømt til døden. Jean-Baptiste Cant Hanet dit Cléry fortæller i sine erindringer, at Grouvelle oplæste budskabet med "en svag og rystende stemme", hvorpå han forlod fængslet "synligt oprørt".

## Udsending til Danmark
Fra maj 1793 opholdt Grouvelle sig som den franske revolutionsregerings udsending i København. Officielt havde den danske regering ikke anerkendt den republikanske regering, og Grouvelle havde derfor ikke nogen titel, men han blev opfattet og behandlet på lige fod med andre ambassadører på grund af A.P. Bernstorffs neutralitetspolitik, der bl.a. profiterede på handel med Frankrig.
Som repræsentant for den franske regering, og med sit rygte som "kongemorder" pga sin rolle i kongens dødsdom, vakte han de københavnske konservatives harme. Særligt blev han lagt for had af gesandterne for henholdsvis Rusland og England, Burchard Alexis Constantin von Krüdener og Daniel Hailes. Da Krüdener ankom til en fest hos den svenske diplomat Johan Vilhelm von Sprengporten og så Grovelle blandt gæsterne, vendte den russiske diplomat med det samme om og forlod stedet. Også blandt de franske emigranter i København, som var flygtet fra revolutionen af forskellige årsager, var der stor modvilje mod Grouvelle. En af dem, ved navn Bidal Dubrou, beskyldte endda Grouvelle for at stå bag urolighederne omkring Tømrerstrejken i 1794, hvor han skulle have forsøgt at starte en revolution i Danmark. Beskyldningerne blev undersøgt af politimester Niels Tønder Lund, som af Bernstoff var blevet beordret til at iværksætte en undersøgelse, og efter lang tids afhøring og mange måneders varetægtsfængsling af Dubrou, kunne det til sidst konstateres, at rygterne var det pure opspind.
Grouvelle var til gengæld velset i de revolutionsvenlige kredse i Danmark. Han var bl.a. på venskabelig fod med Knud Lyne Rahbek og Peter Andreas Heiberg og korresponderede om litteratur med Rasmus Nyerup og Peter Frederik Suhm. Han forfattede flere skrifter, hvor han fremlagde sit syn på politik og den franske revolution i særdeleshed. F.eks. dialogen Réponse à tout! (oversat af Heiberg og bragt i tidsskriftet Minerva i maj 1794 under titlen Svar paa Alt. En liden Samtale mellem en tydsk Raadsherre og en fransk Republikaner af en Sansculotte) og den politiske satire Lettre en vers à ma sæur sur le roman philosophique et sentimental de Woldemar (1797).
På trods af sin sympati for revolutionen var Grouvelle sandsynligvis ikke jakobiner, men tilhørte snarere, efter Bernstorffs overbevisning, girondinernes parti.
Grouvelle blev officielt akkrediteret som diplomatisk udsending af den danske regering i 1796, men hans politiske status i Danmark såvel som i Frankrig var for nedadgående. Efter Bernstorffs død i 1797 blev de fleste danske forretninger med Frankrig foretaget igennem den danske gesandt i Paris Christopher Wilhelm Dreyer. Det skyldes efter alt at dømme den nye udenrigsminister Christian Bernstorffs uvilje over for Grouvelle. Han blev endelig hjemkaldt af Napoleon i 1799 og erstattet på posten af baron Jean François Bourgoing. I mellemtiden havde han af helbredsårsager opholdt sig en periode i Norge, hvor han var blevet gift.

## Sidste år
Hjemkommet til Paris fik han en beskeden post i det kejserlige råd. Napoleons styre foretrak en yngre generation, og Grouvelle, med sine rødder både i l'ancien regime og republikken, var blevet forældet. Han tilbragte i stedet tiden med litterær virksomhed, bl.a. redigerede han en udgave af Françoise de Sévignés breve (1806) og skrev værket Mémoire historique sur les Templiers, ou éclaircissements sur leur procès, les accusations intentées contre eux et les causes secrètes de leur ruine, puisés en grande partie dans plusieurs monuments ou écrits publiés en Allemagne (1805).
Han blev i 1803 indstillet til at blive optaget som medlem af Institut de France, men blev vraget, da pressen begyndte at skrive om hans fortid. Ifølge myten skulle han være død af ærgrelse over denne sag.